# PalmPilot
El PalmPilot Personal i el PalmPilot Professional són la segona generació de dispositius Palm PDA fabricats per Palm Inc (aleshores filial de US Robotics, més tard 3Com). Aquests dispositius es van llançar el 10 de març de 1997.

## Accessoris i preus
Palm també va vendre el mòdem 10201U a 14,4 kbit/s, presentat a un preu de 129 dòlars (aquest mòdem també és compatible amb els dispositius Palm III i Palm IIIx). També estava disponible un kit d'actualització, que permetia als usuaris dels dispositius Pilot 1000/5000 anteriors actualitzar el sistema operatiu, la ROM i la memòria RAM perquè coincidís amb el PalmPilot Professional. Els preus de venda inicialment suggerits al llançament eren de 399 dòlars per al PalmPilot Professional (1 MB), 299 dòlars per al PalmPilot Personal (512 KB) i 199 dòlars per al kit d'actualització. Els kits d'actualització també estaven disponibles per als usuaris de Pilot registrats existents per 99 dòlars durant un temps limitat després del llançament. Aquests kits incloïen capacitat IR, una nova porta de memòria de plàstic per allotjar els díodes IR, una targeta de memòria amb 1 MB, la nova ROM per a Palm OS 2.0 i un CD-ROM amb programes d'escriptori actualitzats.

## Recepció
El PalmPilot es va convertir en un gran èxit i va ajudar a Palm a consolidar-se com a líder en el creixent mercat de PDA/ ordinadors de mà. PalmPilot havia venut més d'un milió d'unitats el 1998.
Va ser substituït pel Palm III el 1998.